# 소모사실
소모사실(召募事實)은 대한민국 전북특별자치도 정읍시 덕천면에 있는, 1894년 11월 21일부터 1895년 1월 22일까지 김산(金山) 소모영에서 생산한 문서 및 각급 기관에서 김산 소모영으로 보낸 문서를 소모사인 조시영(1843∼1912)이 순서대로 정리한 전적으로서 총 132면이다.
2019년 12월 20일 전라북도의 유형문화재 제264호로 지정되었다.

## 지정 사유
소모사실은 1894년 11월 21일부터 1895년 1월 22일까지 김산(金山) 소모영에서 생산한 문서 및 각급 기관에서 김산 소모영으로 보낸 문서를 소모사인 조시영(1843∼1912)이 순서대로 정리한 전적으로서 총 132면이다.
소모사실은 김산 소모영의 각종 공문서를 정리한 유일한 필사본으로서 사료적 가치가 매우 크며 보존 상태도 양호하여 전체적으로 완벽한 형태로 전하고 있다.
소모사실은 동학농민혁명 당시 조선 정부의 대응과 사회상을 자세히 보여 주고 있으며 전라도 농민군과 경상도 농민군과의 연계에 관한 내용이 실려있다는 점에서 더욱 의미가 있다.

## 참고 문헌
- 소모사실 - 국가유산청 국가유산포털